# Arteria transversa cervicis

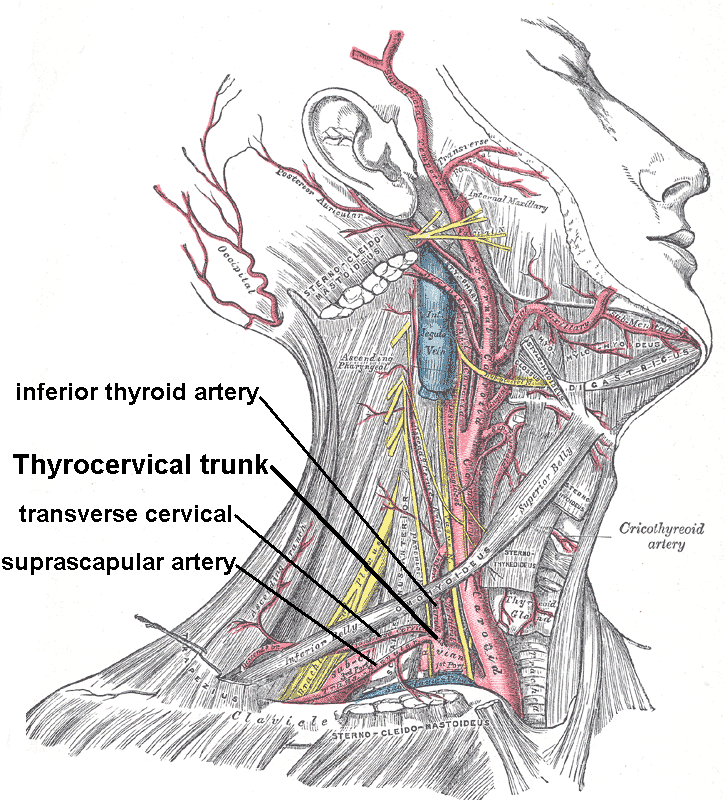
Halsarterien, die Arteria transversa cervicis wird hier auf Englisch mit transverse cervical bezeichnet

Die Arteria transversa cervicis oder Arteria transversa colli ist eine Arterie des Halses, die in der Regel aus dem Truncus thyrocervicalis entspringt. Sie kann auch eigenständig als direkter Ast aus der Arteria subclavia entspringen.
Sie besitzt zwei Äste:
- Ramus superficialis (auch Arteria cervicalis superficialis genannt)
- Ramus profundus  (auch Arteria dorsalis scapulae genannt)

Die Äste versorgen verschiedene Muskeln im Hals-, Nacken- und Schulterbereich.